# Paramorganiella adventurosa
Paramorganiella adventurosa är en tvåvingeart som beskrevs av Tonnoir 1929. Paramorganiella adventurosa ingår i släktet Paramorganiella och familjen svampmyggor. Inga underarter finns listade i Catalogue of Life.